# Daniel Francisco Blanco Méndez

Bischofswappen von Daniel Francisco Blanco Méndez

Daniel Francisco Blanco Méndez (* 4. Oktober 1973 in San José) ist ein costa-ricanischer Geistlicher und römisch-katholischer Weihbischof in San José de Costa Rica.

## Leben
Daniel Francisco Blanco Méndez studierte zunächst am nationalen Priesterseminar von Costa Rica und erwarb anschließend an der Päpstlichen Universität Gregoriana das Lizenziat in Kanonischem Recht. Am 8. Dezember 2000 empfing er das Sakrament der Priesterweihe für das Erzbistum San José de Costa Rica.
Neben verschiedenen Aufgaben in der Pfarrseelsorge, zuletzt als Pfarrer in San José, war er Richter am nationalen Kirchengericht und Kanzler der Kurie des Erzbistums. Im Jahr 2016 wurde er zum Generalvikar des Erzbistums San José ernannt.
Am 28. November 2017 ernannte ihn Papst Franziskus zum Titularbischof von Pulcheriopolis und zum Weihbischof in San José de Costa Rica. Der Erzbischof von San José de Costa Rica, José Rafael Quirós Quirós, spendete ihm am 25. Januar des folgenden Jahres die Bischofsweihe. Mitkonsekratoren waren der emeritierte Erzbischof von San José de Costa Rica, Hugo Barrantes Ureña, und der Apostolische Nuntius in Costa Rica, Erzbischof Antonio Arcari.